# Ellas (grupo)
Ellas é um grupo vocal feminino de música cristã contemporânea. Fundado no ano de 2001, o grupo era formado originalmente por três irmãs cantoras: Betânia Lima, Valéria Lima e Roberta Lima.

## História
Betânia, Roberta e Valeria cresceram ouvindo o pai, que não era evangélico, cantar. E a mãe, evangélica, levava as filhas à igreja. A partir daí surgiu o interesse na música. Foi cantando nas igrejas que Valéria começou a carreira. Valéria fez um teste para ser vocalista de uma banda gospel, a Rhema, e pediu para levar a irmã Roberta. As duas passaram e começaram a cantar profissionalmente. Então surgiu a chance e elas fizeram parte do grupo Rhemajireh.[carece de fontes?]
Depois de 5 anos elas saíram do grupo e decidiram fazer um grupo entre elas mesmas. Apresentaram o projeto a MK Music, que acatou na hora. Assim, em 2001, o grupo lançou o primeiro CD, intitulado Eterna graça.[carece de fontes?]
Em 2003 lançaram o segundo trabalho, também pela MK Music, intitulado Compromisso. Este álbum rendeu indicações em 2 categorias no Troféu Talento 2004: a de melhor grupo do ano e a de melhor CD pop do ano.
Em 2005 lançaram o CD Tempo Kairós, gravado ao vivo, e com músicas de estilo adoração. Por esse trabalho, foram indicadas ao Troféu Talento 2006, na categoria Melhor Grupo.
Em julho de 2007, o grupo lançou o CD Quem ora não erra. Com um estilo totalmente black music, o álbum foi considerado um "retorno às raízes do grupo". Por meio desde trabalho, foram indicadas ao Troféu Talento 2008 na categoria Melhor Grupo Vocal e na categoria Melhor álbum Black Music.
Em junho de 2009 o grupo lançou o álbum Clássicos da música cristã. O repertório do álbum incluía músicas da harpa cristã. Um segundo volume do álbum foi lançado 1 ano depois, em junho de 2010. Este álbum segue o mesmo estilo do álbum anterior.

## Discografia[8]
- 2001: Eterna graça
- 2003: Compromisso
- 2005: Tempo Kairós (50.000 - Disco Ouro)
- 2007: Quem ora não erra (20.000)
- 2009: Clássicos da música cristã (15.000)
- 2010: Clássicos da música cristã Vol. 2 (15.000)